# Reptilian
Reptilian è il quinto album studio del gruppo musicale epic black metal norvegese Keep of Kalessin, pubblicato il 10 maggio 2010 in Europa e l'8 giugno 2010 in Nord America per l'etichetta Nuclear Blast.
L'album si è classificato secondo nella classifica norvegese VG-lista.
È stato l'ultimo album del gruppo ad avere Torbjørn "Thebon" Schei come vocalist, prima del suo licenziamento del 2013.

## Tracce
1. Dragon Iconography – 7:30
2. The Awakening – 8:19
3. Judgement – 5:10
4. The Dragontower – 4:43
5. Leaving the Mortal Flesh – 4:25
6. Dark as Moonless Night – 5:50
7. The Divine Land – 6:47
8. Reptilian Majesty – 14:13

## Formazione
- A.O "Obsidian Claw" Gronbech - chitarre, tastiere, cori
- Torbjørn "Thebon" Schei - voce
- Robin "Wizziac" Isaksen - basso, cori
- Vegar "Vyl" Larsen - batteria
- The Dragonchoir - cori